# Z Mensae
Z Mensae är en pulserande variabel av RR Lyrae-typ (RR) i stjärnbilden Taffelberget.
Stjärnan varierar mellan fotografisk magnitud +13,9 och 15,2 med en period av 0,68781 dygn eller 16,507 timmar. RR Lyrae-stjärnornas period varierar mellan 0,2 och 1,2 dygn med ett medianvärde på 0,5 dygn. Z Mensae ligger således över medelvärdet.